# Nagy Miklós (játékvezető)
Nagy Miklós (Újpest, 1938. december 6.–) magyar nemzetközi labdarúgó-játékvezető, nemzeti- és nemzetközi játékvezető ellenőr. Polgári foglalkozása a budapesti Vízművek sportvezetője.

## Pályafutása
A játékvezetésből 1965-ben Budapesten vizsgázott. A Budapesti Labdarúgó-szövetség (BLSZ) által üzemeltetett labdarúgó bajnokságokban kezdte sportszolgálatát. Az MLSZ Játékvezető Bizottságának (JB) minősítésével 1974-től NB II-es, 1979-től NB I-es játékvezető. A nemzeti játékvezetéstől 1985-ben térdsérülése miatt visszavonult. Foglalkoztatására jellemző, hogy az 1981/1982-es bajnoki szezonban Kuti Sándorral együtt 20 mérkőzést vezethetett a küldők jóvoltából. Küldési gyakorlat szerint rendszeres partbírói szolgálatot is végzett. Vezetett kupadöntők száma: 2. NB I-es mérkőzéseinek száma: 78.
| Időpont             | Helyszín                             | Mérkőzés típusa          | Mérkőzés                                            | Eredmény | Nézők száma |
| ------------------- | ------------------------------------ | ------------------------ | --------------------------------------------------- | -------- | ----------- |
| 1979. szeptember 1. | Tóstrandi Sporttelep, Salgótarján    | első NB I-es mérkőzése   | Salgótarjáni BTC–Pécsi VSK                          | 4 – 0    | 6000        |
| 1981. május 27.     | Üllői úti Stadion, Budapest          | döntő                    | Jászkiséri Lenin TSZ SE–Ráckevei Aranykalász TSZ SE | 1 – 1    | 3 000       |
| 1982. április 4.    | Szekszárdi Városi Stadion, Szekszárd | döntő                    | Újpesti Dózsa–Videoton SC                           | 2 – 0    | 18 000      |
| 1985. november 23.  | PVSK Stadion, Pécs                   | utolsó NB I-es mérkőzése | Pécsi VSK–Ferencvárosi TC                           | 1 – 1    | 14 000      |

A Magyar Labdarúgó-szövetség JB terjesztette fel nemzetközi játékvezetőnek, a Nemzetközi Labdarúgó-szövetség (FIFA) 1981-től tartotta nyilván bírói keretében. A FIFA JB központi nyelvei közül a németet beszéli. 1981-ben az Ifjúsági Barátság Versenyen (IBV) a Csehszlovákia–Kuba találkozón bemutatkozhatott a nemzetközi porondon. Több nemzetek közötti válogatott (Labdarúgó-világbajnokság), valamint UEFA-kupa klubmérkőzést vezetett illetve működő társának partbíróként segített. A magyar nemzetközi játékvezetők rangsorában, a világbajnokság-Európa-bajnokság sorrendjében többedmagával a 21. helyet foglalja el 1 találkozó szolgálatával. A nemzetközi játékvezetéstől 1985-ben térdsérülés miatt búcsúzott. A vezetett nemzetközi mérkőzéseinek száma: 37. Európában a legtöbb válogatott mérkőzést vezetők rangsorában többed magával, 3 (1982. április 28. – 1985. február 10.) találkozóval tartják nyilván.
Az 1985-ös U16-os labdarúgó-világbajnokságon a FIFA JB bíróként foglalkoztatta.
| Időpont            | Helyszín                 | Mérkőzés típusa              | Mérkőzés       | Eredmény | Nézők száma |
| ------------------ | ------------------------ | ---------------------------- | -------------- | -------- | ----------- |
| 1985. július 31.   | Kijelölt Stadion, Peking | csoportmérkőzés (A. csoport) | Kína–Bolívia   | 1–1      | 80 000      |
| 1985. augusztus 4. | Kijelölt Stadion, Peking | csoportmérkőzés (A. csoport) | Bolívia–Guinea | 0–3      | 60 000      |

Az 1986-os labdarúgó-világbajnokságon a FIFA JB játékvezetőként alkalmazta. Selejtező mérkőzést az UEFA zónában vezetett.
| Időpont           | Helyszín                  | Mérkőzés típusa           | Mérkőzés         | Eredmény | Nézők száma |
| ----------------- | ------------------------- | ------------------------- | ---------------- | -------- | ----------- |
| 1985. február 10. | Nemzeti Stadion, Ta’ Qali | előselejtező (2. csoport) | Málta–Portugália | 1 – 3    | 22 610      |

1987–2005 között tagja az országos ellenőri keretnek. 1989–2001 között az önálló jogi személyként működő Játékvezető Testület megválasztott, újraválasztott elnöke. 1998-ban az MLSZ elnöki pozícióért folytatott időszakában rövid időre megkérdőjelezték elnöki pozícióját, de újraválasztották. Elnöki időszakában Puhl Sándor világbajnoki döntőt, Vágner László világbajnoki csoportmérkőzéseket, Kassai Viktor a szárnyait bontogatta. 2001–től az MLJT Tiszteletbeli elnöke. A nemzetközi labdarúgó szövetség, a FIFA instruktora. NB I-es ellenőri mérkőzésszáma: 412. FIFA/UEFA ellenőri mérkőzésszáma: 116. 1984-ben Szlávik András a JB elnöke több évtizedes játékvezetői pályafutásának elismeréseként aranyjelvény kitüntetésbe részesítette. 2008-ban az MLSZ 70. születésnapja alkalmából tárgyjutalomban részesítette.

## Külső hivatkozások
- Nagy Miklós. World Referee. [2016. augusztus 9-i dátummal az eredetiből archiválva]. (Hozzáférés: 2015. október 17.)
- Nagy Miklós. footballzz.com. (Hozzáférés: 2015. október 17.)
- Nagy Miklós. footballdatabase.eu. (Hozzáférés: 2015. október 17.)
- Nagy Miklós. scoreshelf.com. [2015. szeptember 26-i dátummal az eredetiből archiválva]. (Hozzáférés: 2015. október 17.)
- Nagy Miklós. eu-football.info. (Hozzáférés: 2015. október 17.)
- Nagy Miklós. szabadfold.hu. [2016. január 13-i dátummal az eredetiből archiválva]. (Hozzáférés: 2015. október 17.)
- Nagy Miklós. mljt.hu. (Hozzáférés: 2015. október 17.)
- Nagy Miklós. nela.hu. (Hozzáférés: 2015. október 17.)
- Nagy Miklós. eu-football.info. (Hozzáférés: 2016. június 15.)

| Elődje: Nagy Béla | Szabad Föld-kupa döntő 1980–1981 | Utódja: Szentkúti Gyula |

| Elődje: Szlávik András | Játékvezetők elnöke 1989–1998 | Utódja: Huták Antal |

| Elődje: Huták Antal | Játékvezetők elnöke 1998–1998 | Utódja: Vágner László |

| Elődje: Vágner László | Játékvezetők elnöke 1998–2001 | Utódja: Puhl Sándor |